# Vîșneve, Bilohirsk
Vîșneve (în ucraineană Вишневе) este un sat în comuna Krîmska Roza din raionul Bilohirsk, Republica Autonomă Crimeea, Ucraina.

## Demografie
Componența lingvistică a localității Vîșneve
     Tătară crimeeană (65,8%)
     Rusă (30,48%)
     Ucraineană (1,86%)
     Alte limbi (0,37%)
Conform recensământului din 2001, majoritatea populației localității Vîșneve era vorbitoare de tătară crimeeană (65,8%), existând în minoritate și vorbitori de rusă (30,48%) și ucraineană (1,86%).